# Les Trois Taches
 (janvier 2015).
Si vous disposez d'ouvrages ou d'articles de référence ou si vous connaissez des sites web de qualité traitant du thème abordé ici, merci de compléter l'article en donnant les références utiles à sa vérifiabilité et en les liant à la section « Notes et références ».
Les Trois Taches est la neuvième histoire de la série Gil Jourdan de Maurice Tillieux. Elle est publiée pour la première fois du no 1319 au no 1340 du journal Spirou. Puis est publiée sous forme d'album en 1965.
L'histoire est caractérisée par le savoureux numéro de duettistes que proposent les malfaiteurs Aldo et Skip, qui volent la vedette aux héros de la série.

## Univers

### Synopsis
Aldo et Skip percent un coffre-fort et emportent les trois dossiers qu’il contient : des cartes géodésiques appartenant à la Werner et Co, entreprise spécialisée dans la photographie aérienne. La police, représentée par l’inspecteur Crouton, mène ses investigations. Mais le chef d’entreprise demande à Gil Jourdan d’enquêter en parallèle.
Aldo et Skip retiennent prisonnier dans leur cave Luc Renard, photographe de la Werner et Co. Ce dernier est le seul, avec Mortimer, le géologue de l’entreprise, à avoir examiné les clichés volés. Mais ce Mortimer est vendu à un mystérieux monsieur Dupont. Et il craint qu’en trouvant des livres de géologie chez Luc Renard, la police ne comprenne que le photographe a disparu parce qu’il a décelé une particularité géologique extraordinaire sur les clichés.
Monsieur Dupont charge donc Skip de faire disparaître les livres. Contre toute attente, Aldo, qui est bête comme ses pieds, a des connaissances en géologie : « Tu te rappelles, Skip, l’attaque de la banque de Rennes qui m’a rapporté trente anciens francs et trente nouveaux mois de prison ?... Eh bien, il n’y avait qu’un seul bouquin dans cette satanée prison, un bouquin de géologie... Je l’ai appris par cœur. » Aldo se glisse donc dans le domicile du photographe pour en faire disparaître tout livre de géologie. Mais Gil Jourdan, au même moment, vient inspecter les lieux. Il est assommé par Aldo, qui va ensevelir les livres dans une décharge.
Monsieur Dupont donne l’ordre aux deux bandits d’éliminer Gil Jourdan. Skip charge Aldo de brancher une bombe sur l’allumage de la Dauphine de Gil Jourdan. La bombe explosera cinq minutes après la mise du contact. Skip recommande à son sbire de louer une automobile de même type et de même couleur, afin de prétendre s’être trompé de voiture si quelqu’un le surprend.
Après un échange de places de stationnement entre les deux Dauphine, Aldo piège sa propre voiture. Après un deuxième échange, il part au volant de celle-ci, qui explose. Il s’en tire vivant.
Aldo et Skip garent alors un camion de propane près de la Dauphine de Gil Jourdan. Ils laissent le gaz s’échapper, comptant sur les étincelles du démarreur de Gil pour tout faire exploser. Mais Aldo veut allumer une cigarette. Il frotte son briquet. La citerne explose. Les deux bandits s’en tirent vivants.
Gil Jourdan commence à trouver le comportement de Mortimer bizarre. Celui-ci, en effet, est troublé par cette tentative de meurtre.
Skip, cette fois, compte remplir de nitroglycérine le circuit de freinage de la voiture de Gil Jourdan. Le fournisseur donne la bouteille à Aldo, en précisant : « À traiter avec respect ! » Aldo en déduit que c’est quelque chose à boire. Il boit. Il a désormais 500 grammes de nitroglycérine dans l’estomac, ce qui terrorise Skip, qui cesse de lui donner des gifles, et le traite avec toutes sortes d’égards. Quand Aldo cherche la bagarre à deux herculéens tueurs des abattoirs, Skip va jusqu’à prendre les coups à sa place.
Gil Jourdan file Mortimer, le géologue. Celui-ci a rendez-vous avec monsieur Dupont qui, pour mettre fin à ses états d’âme, s’apprête à le tuer. Gil Jourdan sauve la vie de Mortimer, et capture le bandit.
Sur les clichés, les trois taches sombres dans la végétation indiquaient la présence d’argile bleue aboutissant à des filons diamantifères. Monsieur Dupont connaissait l’existence de ces filons, et comptait bien monnayer l’information auprès d’un trust du diamant. Mais il craignait que la Werner et Co (qui ne cherchait que du pétrole) ne le précède dans cette démarche.

### Personnages
- Aldo, malfaiteur à cheveux longs, bavard et maladroit.
- Skip, malfaiteur réfléchi.
- Gil Jourdan.
- Libellule.
- Jules Crouton.
- Ruper Werner, patron de Werner et Co.
- Mortimer, géologue de Werner et Co.
- Luc Renard, photographe de Werner et Co.
- Monsieur Dupont, mystérieux commanditaire de Mortimer, ainsi que d’Aldo et Skip. De son vrai nom Mikoïef Sorbinsky, aventurier de classe internationale.

### Voitures remarquées

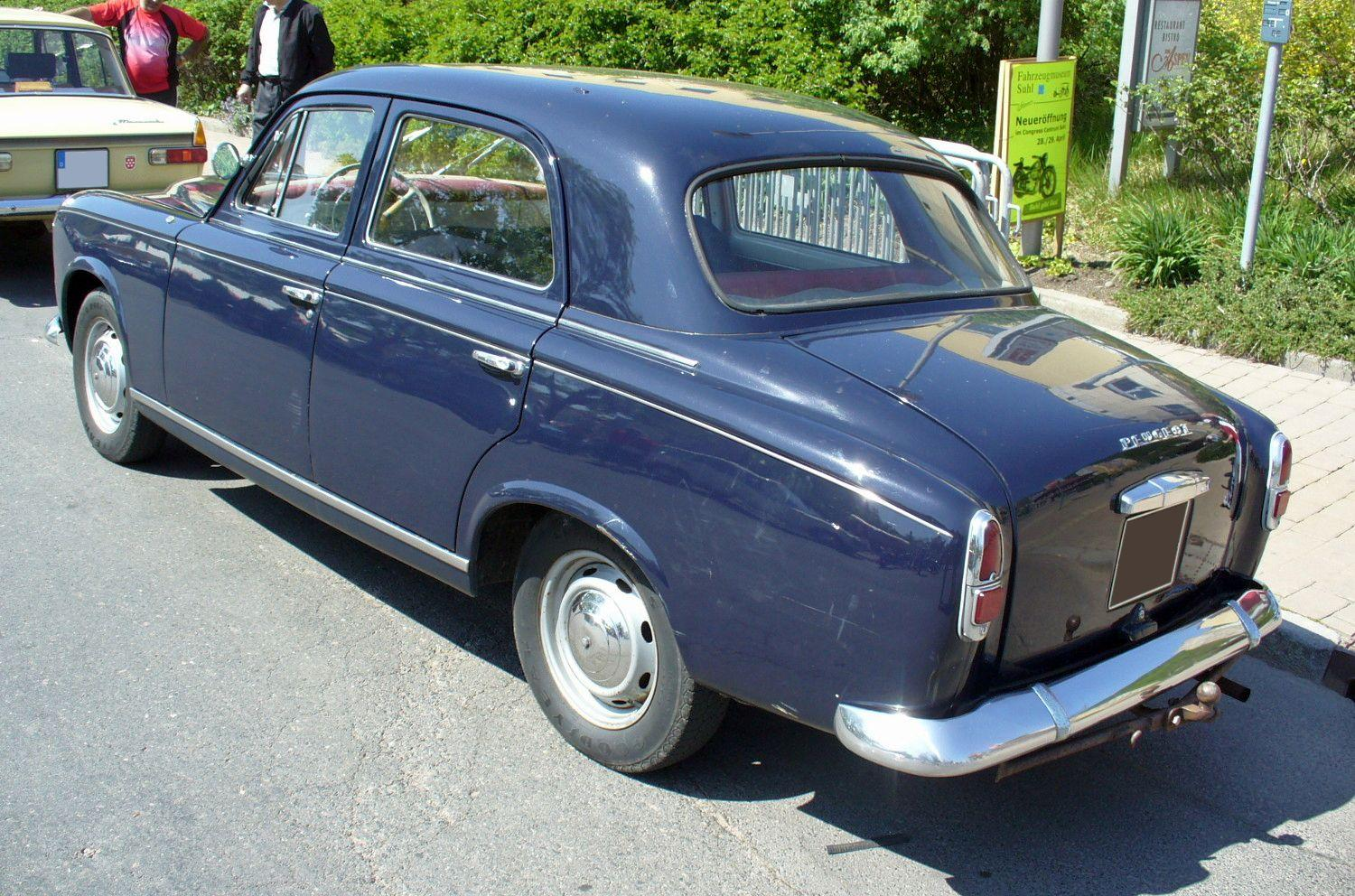
Une 403 bleu nuit comme celle d'Aldo et Skip

- Peugeot 403 bleu nuit, conduite par Aldo.
- Renault Dauphine de Gil Jourdan. Elle est dite « beige », mais représentée de couleur jaune paille. Elle ne termine pas l’album (explosion de propane), pas plus que ne le fait la Dauphine rouge de La Voiture immergée, la Dauphine jaune des Cargos du crépuscule ou la Dauphine jaune de Surboum pour 4 roues.
- Renault Dauphine louée par Aldo, identique à celle de Gil Jourdan. Elle ne termine pas l’album (bombe connectée sur l’allumage).

### Réplique
Aldo et Skip descendent un escalier, dans le noir.
– Skip : « Tu vois assez clair ? »

– Aldo : « Ouais ouais ! Je ne te l’ai jamais dit, mais j’ai des yeux de hibou. »

– Skip : « Et une cervelle de canari… Tu ne me l’as jamais dit non plus, mais j’avais deviné. »

## Publication

### Revues
Les planches des Trois Taches furent publiées dans l'hebdomadaire Spirou entre le 25 juillet et le 19 décembre 1963 (n°1319 à 1340).

### Album
La première édition de cet album fut publiée aux Éditions Dupuis en 1965 (dépôt légal 01/1965). On retrouve cette histoire dans Trois détectives, le tome 6 de la série Tout Gil Jourdan (Dupuis - 1987), ainsi que dans le tome 2 de la série Gil Jourdan - L'intégrale (Dupuis - 2009).